# Broadwey

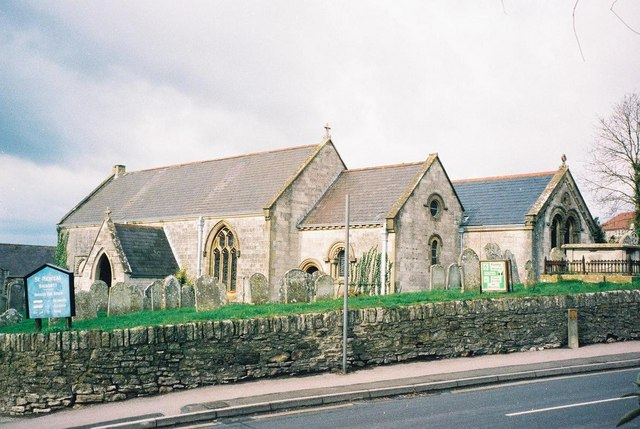
Broadwey, parish church of St. Nicholas

Broadwey era un pueblo ubicado en el condado de Dorset, en el sur de Inglaterra, que fue absorbido por el área urbana de la ciudad de Weymouth. Actualmente constituye un suburbio de esa localidad. Se encuentra sobre la ruta A354 y, junto con el cercano poblado de Upwey, forma un ward que en 2001 contaba con una población de 4.349 habitantes.
En esta localidad se encuentra la Escuela del Valle del Wey y Colegio de Deportes.